# Proteuxoa chionopasta
Proteuxoa chionopasta är en fjärilsart som beskrevs av George Francis Hampson 1909. Proteuxoa chionopasta ingår i släktet Proteuxoa och familjen nattflyn. Inga underarter finns listade i Catalogue of Life.